# 亜鉛欠乏症
亜鉛欠乏症（あえんけつぼうしょう）は、体内の亜鉛が不足することによって生じる微量栄養素の欠乏症で、「亜鉛欠乏の臨床症状」と「血清亜鉛値」によって確定診断が行われる。日本人は潜在的に亜鉛が不足気味であるとの報告がある。
典型的な症状は、味覚障害、貧血、皮膚炎、口内炎、脱毛症、難治性の褥瘡（じょくそう、床ずれ）、食欲低下、発育障害（小児で体重増加不良、低身長）、性腺機能不全、不妊症、易感染性である。これらのうち1つ以上の症状を示し、血清亜鉛値が60μg/dL未満で亜鉛欠乏症と診断される。 

## 亜鉛欠乏症と低亜鉛血症
「亜鉛欠乏症」とは、亜鉛欠乏による症状と検査所見（血清亜鉛値、血清アルカリホスファターゼ値（ALP値）から捉えたものであり、「低亜鉛血症」とは、亜鉛欠乏状態を血清亜鉛値から捉えたものである。したがって、亜鉛欠乏症と低亜鉛血症には共通項がある。

## 亜鉛欠乏の病態
亜鉛が欠乏すると亜鉛酵素の活性が低下する。亜鉛はDNAポリメラーゼやZinc finger protein （ジンクフィンガー）などにも不可欠な微量ミネラルであるため、亜鉛欠乏で体内のタンパク質生合成全般が低下する。したがって、亜鉛が欠乏するとタンパク質生合成の盛んな細胞・臓器で障害が生じやすい。

### 味覚障害
舌の上皮細胞は亜鉛が豊富である。特に、糸状乳頭基底部や有郭乳頭部の味蕾を含めた上皮部分には亜鉛は高濃度に存在し、味蕾内、特に味孔周辺にはアルカリホスファターゼ、酸性ホスファターゼ、Cyclic AMP Phosphodiesterase（サイクリックAMPホスホジエステラーゼ）などの亜鉛酵素が多く含まれる。動物実験では、亜鉛欠乏で舌乳頭の扁平化、味細胞先端の微絨毛の消失、味細胞の空胞化などが観察されている。ヒトにおいても同様の変化が生じている。

### 貧血
赤芽球の分化、増殖にZinc finger proteinであるGATA-1が不可欠で、亜鉛欠乏により赤芽球の分化・増殖が障害され、貧血を生じる。亜鉛欠乏性貧血の特徴は、赤血球数が減少し、正球性または小球性貧血で、血清総鉄結合能(TIBC)は低下している。鉄欠乏を合併している場合は小球性になる。
スポーツ競技者や透析患者では、亜鉛欠乏性溶血により高頻度に貧血になる。スポーツ競技者での亜鉛欠乏の原因は、汗や尿からの亜鉛排泄の増加と考えられている。亜鉛欠乏により赤血球膜の抵抗性が減弱し、強度の機械的刺激（激しい運動、透析など）で溶血するとの機序が推定されている。

### 皮膚炎・脱毛
皮膚・毛髪には、体内亜鉛の約8%が存在し(*1)、さらに表皮の亜鉛含有量は真皮に比べて著しく多く、表皮のタンパク質生合成に関わっている。したがって亜鉛欠乏で皮膚の変化・表皮の変化が見られる。病理所見としては、表皮内水疱、表皮内・角層の空胞変性などが見られ、進行すると乾癬様となる。病態としては、ATP由来炎症を抑制する作用のある表皮ランゲルハンス細胞が亜鉛欠乏で減少し、その結果、ATP分泌過多が生じ、皮膚炎を発症すると言われている。角化細胞にも亜鉛が多く含まれており、亜鉛欠乏で角化細胞の分化が障害され、皮膚炎を発症するとの報告もある。脱毛は毛包周辺の皮膚障害で発症し、機械的刺激を受ける部位に強く現れる。
＊1：皮膚には人体に存在する亜鉛の約20%が存在するとの記載もある

### 食欲低下
亜鉛が欠乏すると消化管粘膜が萎縮し、消化液の分泌減少や消化管運動が低下する。その結果、食欲が低下する。また、亜鉛欠乏は視床下部でのニューロペプチドYの放出を阻害することにより食欲低下を引き起こすとも言われている。食欲低下による摂食量の減少が亜鉛欠乏状態を増悪させ、さらに悪循環に陥る。

### 発育障害
小児では、亜鉛欠乏で成長障害、すなわち身長の伸びが悪くなり、低身長症になる。亜鉛欠乏での成長障害の病態として、成長ホルモン分泌・肝での成長ホルモン受容体減少・IGF-1産生低下・テストステロン産生低下などが考えられている。

### 性腺機能不全
亜鉛が欠乏すると、特に男性の性腺の発達障害や機能不全が生じる。亜鉛欠乏でテストステロンの合成・分泌が低下する。精液中の亜鉛濃度と男性の不妊症とには負の相関が認められる。また亜鉛は前立腺に高濃度で存在するが、その機能は不明である。最近の報告では、亜鉛欠乏による精子形成障害の原因として、酸化ストレスおよびアポトーシスの増加によるテストステロン産生の減少が示唆されている。

### 易感染性
亜鉛欠乏はTh1およびTh2機能のインバランスを引き起こす。IFN-γ、IL-2の産生が減少する。マクロファージ、好中球の機能、ナチュラルキラー細胞活性、補体活性を低下させると言われており、易感染性になる。特に小児において下痢を引き起こす感染症などに対する易感染性が生じる。亜鉛欠乏を呈する長期入院高齢患者では感染症に罹患しやすく、感染に対する抵抗性が減弱し重症化する。

### 下痢
ZIP4遺伝子異常による先天性腸性肢端皮膚炎の3徴候は、皮膚炎、脱毛、下痢であるように、著明な亜鉛欠乏では下痢を合併する。原因として腸粘膜の萎縮による消化吸収障害によると考えられている。さらに、亜鉛欠乏は腸管でのイオン輸送や膜透過性にも影響を及ぼし、下痢を誘発する。また、亜鉛欠乏により、腸粘膜の免疫機能が変化することも一因と考えられる。

### 骨粗鬆症
亜鉛欠乏では骨代謝に関与する亜鉛酵素であるアルカリホスファターゼ、insulin-like growth factor-1(IGF-1)、transforming growth factor-β(TGF-β)などの成長因子の合成・分泌が低下している。骨粗鬆症は骨吸収（破骨細胞）の亢進または骨形成（骨芽細胞）の低下で生じるが、亜鉛欠乏では骨形成の低下が認められる。

### 創傷治癒遅延
亜鉛はDNAおよびRNAポリメラーゼ、転写因子やリボソームなどの機能に不可欠であり、核酸やタンパク質生合成に必須であり、さらに抗酸化作用を有することから、創傷治癒において、亜鉛欠乏状態では炎症の遷延化や線維芽細胞の機能低下により創傷治癒の遅延が見られる。

## 亜鉛欠乏の症状

### 味覚障害
2003年の調査によると日本における味覚障害患者数は年間24万人とされており、1990年調査の年間14万人に比べ著明に増加している。高齢者は、亜鉛欠乏をきたしやすい糖尿病や長期薬剤を使用している者が多い。味覚障害の21.7%は薬剤性、15%は特発性と報告されており、薬剤性が多い。キレート作用のある薬剤は非常に多岐にわたっており、これらの薬剤を長期に服用すると亜鉛欠乏をきたす恐れがある。薬剤性味覚障害は、味覚の減弱だけではなく、金属味や苦みを訴える場合もある。

### 皮膚炎
乳幼児に見られやすい皮膚炎は特徴的で肢端および開口部(口、眼瞼縁、鼻孔、外陰部など)周囲に発症し、小水疱・膿疱、カンジダ感染を伴うことがある。また、褥瘡、嚢胞性痤瘡等の皮膚疾患の症状悪化に亜鉛欠乏が関与している。岡田らは、褥瘡患者の血清亜鉛濃度は67.0±16.1μg/dLで、褥瘡のない寝たきり患者の77.9±13.1μg/dL、健康老人の86.6±13.9μg/dLに比べて有意に低値であることを報告した。褥瘡患者では重症度が増すほど血清亜鉛は低下する。花田らは、皮膚疾患患者の血清亜鉛値を測定し、嚢胞性ざ瘡の9例中6例（66.7%）、尋常性乾癬の8例中4例(50.0%)が異常低値を示したと報告している。
Tasakiらは、様々な皮膚疾患を呈する患者151例で血清亜鉛値を測定し、水泡性類天疱瘡(8例;70.6±18.2μg/dL)、褥瘡(31例;68.3±23.8μg/dL)、円形脱毛症(33例;81.0±16.9μg/dL)症例が健常人対照群(48例;90.8±15.5μg/dL)に比較して有意に減少していたと報告している。

### 脱毛
機械的刺激を受けやすい後頭部に始まり、次第に頭部全体に拡大する。眉毛なども脱落して全脱毛状態になる。円形脱毛症になることもある。円形脱毛症では血清亜鉛が低値を示す例が多く、円形脱毛症44例中15例(34%)において血清亜鉛値が70μg/dL以下であったと報告されている。

### 発育障害
身長の伸びの低下や体重増加不良が見られる。内分泌疾患などの器質性疾患がない低身長小児の30例中18例(60%)は潜在的亜鉛欠乏状態で、そのうち11例は血清亜鉛値が基準範囲より低値(70μg/dL以下)で、亜鉛投与で伸長の伸びの改善が見られる例が多い。
加賀らは、低身長を主訴に受診した患者132例（男児69例、女児63例）について、血清亜鉛値60μg/dL未満は12例(9%)、60〜80μg/dLは84例(64%)、80μg/dL以上は36例（27%）であり、潜在性亜鉛欠乏(血清亜鉛値が60〜80μg/dL)を含めると75%が亜鉛欠乏状態であった。八木澤らは低身長を主訴に受診した0歳〜20歳までの211例(男97例、女114例)について、血清亜鉛値が60μg/dL未満は19例(9%)、60〜79μg/dLは99例(47%)、80μg/dL以上が93例（44%）と加賀らの報告と同程度の割合を報告している。
Hazamaらは、低身長児（50例（男28例、女22例）を比較したところ、血清亜鉛値が低身長児56.76±7.90μg/dL、健常児136.70±8.10μg/dLであり、低身長児で有意に低値を示した。
要因は不明であるが、偏食や軽度の亜鉛吸収障害が考えられる。

### 性腺機能不全
思春期まで二次性徴の発達不全、成人男性では精子減少やインポテンツ、女性では妊娠しにくいと言われている。

## 亜鉛欠乏の診断
亜鉛欠乏症は、亜鉛欠乏の臨床症状と血清亜鉛値によって診断される。亜鉛欠乏症の症状があり、血清亜鉛値が亜鉛欠乏または潜在性亜鉛欠乏であれば、亜鉛を投与して症状の改善を確認することが推奨される。

### 検査
- 亜鉛欠乏症の診断のための検査として、血清/血漿亜鉛値が最も広く使用されている。
- 血清亜鉛の基準値は80〜130μg/dLが適切である。
- 血清亜鉛値60μg/dL未満で亜鉛欠乏、60〜80μg/dL未満で潜在性亜鉛欠乏と評価することが推奨される。
- 亜鉛酵素である血清値も亜鉛状態を把握するための指数になり、亜鉛欠乏では低値を示す。

#### 血清亜鉛値
亜鉛欠乏症は、通常、血清亜鉛値の低値によって診断される。日本においては、臨床検査機関において基準下限値は59μg/dLが示されている。しかし、血清亜鉛値が60〜79μg/dLの範囲においても亜鉛欠乏症を呈し、亜鉛投与で症状の改善が見られる患者も比較的多いことから、基準範囲を80〜130μg/dLとし、60〜80μg/dL未満を潜在性亜鉛欠乏、60μg/dL未満を亜鉛欠乏とすることを推奨している専門家もいる。日本微量元素学会 もこの基準を指示している。ハリソン内科学 では70μg/dL(12μmol/L)未満を亜鉛欠乏としている。
血清亜鉛値を測定する時の注意点を下記にまとめる。
- 日内変動があり、午前に値が高く、午後に低下する傾向を示す（約20%低下）[52][53][1][54]。
- 食事の影響を受けやすく、食後は血清中の亜鉛値は低下するため早朝空腹時に測定する方が望ましい[55][56]。
- 採血後遠心まで室温で放置しておくと、時間とともに値は高くなる。血清を80分放置で約1割値が高くなると報告されている[57]。
- ストレス（高値を示す）やホルモン状態（成長ホルモン欠損症や甲状腺機能亢進症では高値を示す）などの影響を受ける[56][57]。

#### 血清アルカリホスファターゼ値
亜鉛酵素であるアルカリホスファターゼ(ALP)は、亜鉛欠乏の指標として有用である。神田らは、亜鉛欠乏症の発症前後の病態と血清ALPおよび血清亜鉛との関係を検討し、皮疹の出現に先立ち血清ALPの早期低下がみられることによりALPの低下が本症の早期診断に有用であると報告している。長谷川らは低亜鉛母乳による亜鉛欠乏症の乳児では血清ALPと亜鉛値が低下していたと報告した。Kasarskisらは、亜鉛欠乏症の患者では血清ALPが低値を示し、亜鉛補充療法 により血清ALP比（投与後値/投与前値）が血清亜鉛の投与前値と逆相関を示すことを報告している。このことから亜鉛療法中の血清ALP値やALP値の変動を経時的に測定することにより、潜在性の亜鉛欠乏の検出に有用であるとしている。Weismannらは、①重度の亜鉛欠乏症患者では血清亜鉛と血清ALPが低下を呈したが、亜鉛静脈投与後にいずれも基準範囲まで改善した、②腸性肢端皮膚炎患者で亜鉛経口投与を中止した時、血清亜鉛と血清ALP値がともに低下したが、亜鉛の再投与により短期間で基準範囲に回復したことなどにより、ALP値の測定は亜鉛欠乏症の診断および治療効果判定に有効であると報告している。
血清ALP値の基準値は年齢により異なる。小児期、特に思春期の成長期は血清ALPの基準値は成人に比べて著しく高い。したがって、血清ALP値を評価する時は、該当年齢の基準値と比較する必要がある。

### 診断基準
1. 下記症状/検査所見のうち1項目以上を満たす
  1. 臨床症状・所見
皮膚炎、口内炎、脱毛症、褥瘡（難治性）、食欲低下、発育障害（小児で体重増加不良、低身長）、性腺機能不全、易感染性、味覚障害、貧血、不妊症
  2. 検査所見
アルカリホスファターゼ(ALP)低値
2. 上記症状の原因となる他の疾患が否定される
3. 血清亜鉛値（血清亜鉛値は早朝空腹時に測定することが望ましい）
  1. 60μg/dL未満（亜鉛欠乏症）
  2. 60〜80μg/dL未満（潜在性亜鉛欠乏症）
4. 亜鉛を補充することにより症状が改善する。

## 亜鉛欠乏症の治療

### 食事療法
血清亜鉛値が低下している場合、亜鉛含有量の多い食品を積極的に摂取するように推奨する。しかし、亜鉛欠乏症の症状が見られ、血清亜鉛値が低い場合、食事からの亜鉛摂取では不十分で、亜鉛補充療法が必要となる。
亜鉛含有量の多い主な食品

日本食品標準成分表2015年版（七訂）より計算
児玉浩子より引用改変

### 症状別の亜鉛欠乏症治療

#### 低身長
治療としては、亜鉛として1.1〜1.7 mg/kg/日が経口投与で行われている。身長速度の改善が認められ、特に男児で改善が明らかであった。血清亜鉛値をフォローしながら、約6ヵ月〜1年続けた報告が多い。
思春期前小児の成長と血清亜鉛濃度に及ぼす亜鉛投与の影響に関するランダム化対照試験33試験のメタ解析では、亜鉛投与は身長のZスコア(SD値)を改善しなかったが、血清亜鉛値の改善、体重のZスコアの改善が見られた。また、4〜20週間の期間での4.1〜8 mg/日の亜鉛投与は、身長値とわずかであるが有意に関連していたと述べている。

#### 味覚障害
味覚異常の要因は様々で、原因不明の場合も多い（症状、味覚異常の項参照）。血清亜鉛値が潜在性亜鉛欠乏状態でも、亜鉛投与の適応になる。成人投与量は亜鉛として20〜50 mg/日で3ヵ月〜6ヵ月間治療して、約50〜64%に改善が見られている。

#### 貧血
亜鉛欠乏性貧血に対しては、亜鉛として成人で34〜40 mg/日が2〜12ヵ月間投与され、ヘモグロビン、赤血球数および網状球数の増加ならびにエリスロポエチン使用量の減少が見られている。貧血の要因は様々で、複数の要因を持つ患者も多いと思われる。

#### 腸性肢端皮膚炎・皮膚炎・口内炎・脱毛
乳児に対しては亜鉛として4.5〜8.5 mg/日、成人では34〜50 mg/日が経口投与されて、いずれも皮膚炎は著明に改善している。クローン病における皮膚炎に対しては68〜120 mg/日と比較的高用量が経口投与されている。腸性肢端皮膚炎の治療は、亜鉛3mg/kg/日(または50mg/日)で開始し、血清亜鉛値および亜鉛酵素値を3〜6ヵ月間隔で検査すべきであるとの報告もある。先天性の腸性肢端皮膚炎では生涯の治療が必要となる。
再発性口内炎に対しては、浅野ら、堀らの報告のように血清亜鉛値が低値では著明に改善している。Orbakらは、血清亜鉛値が低値ではない再発性アフタ性口内炎患者20例で、1〜3ヵ月間亜鉛を投与して、そのうち8例で改善を示したと報告しており、再発性アフタ性口内炎では、血清亜鉛値が低値でなくても、亜鉛投与を考慮してもよいと思われる。投与量は 成人で亜鉛として50〜125 mg/日が投与されている。
脱毛に対しては、円形脱毛症、全脱毛症、広汎性脱毛症で亜鉛投与の報告がある。血清亜鉛値が低値、やや低値、基準範囲の症例においても、改善率は55〜66.7%であったと報告されている。血清亜鉛値が低値であっても、全例改善するわけではないが、脱毛症に亜鉛投与は試みてよいと思われる。

#### 性腺機能低下
性腺機能低下は、男性のインポテンツや精子減少症で亜鉛投与が行われている。亜鉛として50mg/日を6ヵ月間投与して、改善したと報告されている。不妊症男性2,600例と正常対照者867例の20試験のメタ解析では、①不妊症男性は正常対照者に比較して精漿中亜鉛濃度が有意に低値であり、②亜鉛補充療法は精液量、精子運動、および精子形態の正常率を有意に増加させたことから、亜鉛補充療法は不妊症男性の精液の質を向上させると報告されている。

#### 骨粗鬆症
骨粗鬆症に対しては、Mahdaviroshらは、潜在性亜鉛欠乏状態の患者に亜鉛として50mg/日を投与し、血清亜鉛値は改善したが、カルシウム代謝に効果は見られなかったと報告している。しかし、Fungらは、低亜鉛血症と低骨量がみられるサラセミア患者に亜鉛25mg/日投与し、骨量の増加が見られたと報告している。また、Sadighiらは、外傷性骨折患者で潜在性亜鉛欠乏状態の患者30例で、骨X線所見で化骨形成速度が有意に早く、骨折治癒の促進することを示唆する結果を報告している。

#### 易感染性
易感染性に対しては、低亜鉛血症を呈する重症心身障害者や高齢者に亜鉛30〜45 mg/日を投与し、血清亜鉛値の有意な増加と感染症罹患率の低下が見られたと報告されている.

### 低亜鉛血症を呈する基礎疾患の改善を目的に行う亜鉛治療

#### 慢性肝疾患
慢性肝疾患では肝硬変への進展とともに血清亜鉛値の低下が認められる。肝硬変に伴う高アンモニア血症、肝性脳症に対し亜鉛34〜178.5 mg/日を投与し、血清亜鉛値の有意な増加、血清アンモニア値の低下や精神神経機能検査の改善が見られたと報告されている。肝性脳症に対する効果に関しては、プラセボ対照二重盲検試験においてRedingらは有効とし、一方Riggioらは無効とし、相反する結果となっている。
肝硬変に伴う肝性脳症に対する亜鉛製剤の補充に関し、日本消化器病学会 の「肝硬変診療ガイドライン2015（改訂第2版）」では、「亜鉛欠乏を伴う肝性脳症例に亜鉛補充を考慮することに大きな問題はないと考える」と記載されている。米国消化器病学会(American College of Gastroenterology)の「肝性脳症診療ガイドライン 2001」では、肝硬変患者での亜鉛+ラクツロース対照試験が3報記載されている。
Katayamaらは肝硬変に伴う高アンモニア血症を呈する患者を対象としたプラセボ対照二重盲検試験において血清アンモニア値の有意な低下、血清亜鉛値の有意な増加が見られたと報告している)。また、Chibaらは肝硬変患者で利尿剤使用時には亜鉛の尿中排泄が増加することから、亜鉛補充が有用であると報告している。さらに、C型肝炎患者や肝硬変患者に対し亜鉛34〜136 mg/日を投与し、肝線維化予防や肝発癌予防も報告されている。

#### 糖尿病
糖尿病患者に対し亜鉛20〜100 mg/日を投与し、空腹時・食後血糖、インスリン分泌、酸化ストレス指標などの改善が見られている。
Jayawardena らは、1型糖尿病3試験、2型糖尿病22試験の計25試験についてメタ解析を行い、2型糖尿病において、亜鉛補充療法は空腹時血糖、食後血糖、HbA1cの有意な低下をもたらすこと、亜鉛群とプラセボ群の比較では、亜鉛補充により血中コレステロール、LDL-コレステロールの有意な低下が認められたが、HDL-コレステロール増加とトリグリセリド低下は有意差が無かったと報告している。
Capdorらは、14報3,978例のメタ解析を行い、亜鉛補充療法は、血清インスリン濃度に有意な効果を認めなかったが、空腹時血糖値は有意に減少し(-0.19±0.08 mmol/L、p=0.013)、HbA1cは減少傾向（-0.64±0.36%、p=0.072）であったと報告している。また、慢性代謝疾患(1型・2型糖尿病、メタボリック症候群、肥満)の分析では、亜鉛補充療法はより大きな血糖値の減少をもたらし(-0.49±0.11 mmol/L、p=0.001)、慢性代謝性疾患患者における高血糖の管理に亜鉛は寄与するものと思われると報告している。一方、コクランシステマティックレビューでは、インスリン抵抗性の成人2型糖尿病の予防における亜鉛補充療法の効果について評価したが、亜鉛補充による2型糖尿病の予防効果のエビデンスは無いと結論している。

#### 慢性炎症性疾患
クローン病患者・潰瘍性大腸炎患者に対し亜鉛23〜98.7 mg/日を投与し、免疫に関与する血中サイムリン値の増加、NK細胞活性の低下、腸管透過性の正常化が見られている。

#### 腎不全・透析
腎不全・透析患者に対し亜鉛50mg/日を投与し、血清亜鉛値の増加、栄養不良の改善、血清ホモシステイン値の有意な減少が見られている。また、小児透析患者に亜鉛11〜22 mg/日を投与し、血清亜鉛値および体格指数(BMI)の増加、血清レプチン値の減少が見られている。

## 亜鉛投与の有害事象
亜鉛投与による有害事象として、嘔気・嘔吐、腹痛などの消化器障害、銅欠乏による貧血、神経障害、鉄欠乏による貧血が報告されている。したがって亜鉛投与中は血清亜鉛値および血清銅値や血清鉄値を経時的（数ヵ月毎）に測定することが必要である。
亜鉛補充投与で、消化器症状（嘔気、腹痛）、血清膵酵素（アミラーゼ、リパーゼ）上昇はよくみられる有害事象・副作用である。しかしこれらの症状・所見のうち重篤なものは稀で、服薬中止に至ることはほとんどない。血清膵酵素の上昇も全く無症状で、いわゆる急性膵炎ではなく、経過観察だけでよいとされている。ウィルソン病では、銅欠乏による神経症状発現の報告がある。
また、亜鉛投与で銅欠乏をきたすことがある。亜鉛の長期大量経口投与が腸管での銅の吸収を阻害するのが原因である。銅欠乏で白血球減少も生じる。亜鉛投与により銅欠乏をきたした報告例では、基礎疾患は多岐にわたっている。投与量は亜鉛として1〜3歳で8〜24 mg/日、成人では110〜200 mg/日であり、投与期間は1ヵ月〜5年であった。
銅欠乏発現時の血清銅値は10μg/dL未満の症例が多く、血清亜鉛値は190〜250μg/dLの症例が多かった。これらのことから、血清銅が20〜30μg/dL、血清亜鉛値が200μg/dLを超える場合には、銅欠乏に注意する必要がある。また、稀ではあるが、亜鉛投与によって腸管における鉄の吸収阻害が起こり鉄欠乏になることがある。血清鉄濃度の減少、血清フェリチン値の低下、血清セルロプラスミン減少によるフェロキシダーゼ活性の減少などが報告されている。したがって、銅と同様に鉄欠乏に関しても注意する必要がある。

## 関連
- 亜鉛欠乏症 (植物)